# Peltoperlopsis
Peltoperlopsis is een geslacht van steenvliegen uit de familie Peltoperlidae. De wetenschappelijke naam van het geslacht is voor het eerst geldig gepubliceerd in 1966 door Illies.

## Soorten
Peltoperlopsis omvat de volgende soorten:
- Peltoperlopsis anomala Stark & Sivec, 2007
- Peltoperlopsis cebuano Stark & Sivec, 2007
- Peltoperlopsis concolor (Banks, 1931)
- Peltoperlopsis malickyi Stark & Sivec, 1999
- Peltoperlopsis mindanensis (Banks, 1924)
- Peltoperlopsis sinensis (Wu & Claassen, 1934)
- Peltoperlopsis spinosa Stark & Sivec, 2007
- Peltoperlopsis swanni Stark & Sivec, 2007